# Hans Sigrist (Historiker)
Hans Sigrist (* 6. Mai 1918 in Balsthal; † 5. Juli 1999 in Bellach) war ein Schweizer Historiker aus dem Kanton Solothurn.

## Werdegang
Sigrist studierte Geschichte, Germanistik und Altphilologie und promovierte im historischen Hauptfach. Hauptberuflich war er danach lange Zeit zunächst im kantonalen Staatsarchiv und dann als Direktor der Zentralbibliothek Solothurn tätig. Daneben erforschte er die kantonale Geschichte und trug dabei zentral zur Darstellung der frühneuzeitlichen Entwicklung des damaligen Stadtstaates (mit landwirtschaftlichem Umland) und eidgenössischen Standes Solothurn bei: Band 2 der Kantonsgeschichte von 1976 verfasste er als Co-Autor mit Bruno Amiet, Band 3 von 1981 über das Ancien Régime und dessen Sturz als Alleinautor.
Seit 1948 Mitglied des Vorstandes und von 1955 bis 1969 Präsident des Historischen Vereins des Kantons Solothurn, wurde Sigrist 1969 zum Ehrenpräsidenten ernannt. In die Schlagzeilen geriet Hans Sigrist, als er bei einem Aufenthalt in den Vereinigten Staaten 1973 im texanischen San Antonio überfallen und mit einer Schusswaffe schwer verletzt wurde. Sigrists Gesundheit blieb in der Folge geschwächt.
Er ist nicht mit dem Geschäftsmann Hans Sigrist (1918–1982) zu verwechseln, der Namensgeber für den Hans-Sigrist-Preis der Universität Bern ist.

## Schriften (Auswahl)
- Solothurn und die VIII alten Orte, ihre Beziehungen von den Anfängen bis zum Bunde von 1481. Vogt-Schild, Solothurn 1944 (zugleich: Dissertation, Universität Bern).
- Solothurnische Biographien. Olten 1951.
- Solothurn. Kleine Stadt mit grosser Tradition. Éditions générales, Genf 1958.
- Balsthal – 3000 Jahre Dorfgeschichte. In: Jahrbuch für solothurnische Geschichte. Band 41, 1968, S. 5–352, doi:10.5169/seals-324386.
- mit Gottlieb Loertscher: Solothurn. Vogt-Schild, Solothurn 1972, ISBN 3-85962-003-7 (5., überarb. Aufl. 1987).
- mit Bruno Amiet: Von der Reformation bis zum Höhepunkt des patrizischen Regimes (= Solothurnische Geschichte. Band 2). Kantonale Staatskanzlei, Solothurn 1976.
- Die Spätzeit und das Ende des patrizischen Regimes (= Solothurnische Geschichte. Band 3). Kantonale Staatskanzlei, Solothurn 1981.
- mit Kurt Jäggi: Bellach. Einwohnergemeinde Bellach, Bellach 1990, ISBN 3-905507-01-3.